# ماریانو هرون
ماریانو هرون (انگلیسی: Mariano Herrón؛ زادهٔ ۲۴ فوریهٔ ۱۹۷۸) بازیکن فوتبال اهل آرژانتین است.
از باشگاه‌هایی که در آن بازی کرده‌است می‌توان به باشگاه اتلتیکو ایندپندینته، باشگاه ورزشی مون‌پلیه، باشگاه ورزشی سن لورنسو آلماگرو، باشگاه فوتبال روساریو سنترال، باشگاه ورزشی دیپورتیوو کالی، و باشگاه فوتبال آرژانتینوس جونیورز اشاره کرد.